# Chachagüí
Chachagüí é um município da Colômbia, localizado no departamento de Nariño.